# Catarina Macario
Catarina Cantanhede Melônio Macário (født 4. oktober 1999) er en brasiliansk født/amerikansk kvindelig fodboldspiller, der spiller angreb/midtbane for franske Lyon i Division 1 Féminine og USA's kvindefodboldlandshold.

## Karriere

### Klubhold
Den 8. januar 2021 meddelte Macario, at hun ville give afkald på sin seniorsæson i Stanford University for at starte sin professionelle karriere. Den 12. januar 2021 meddelte den franske storklub Olympique Lyonnais Féminin, at de havde underskrevet en 2,5-årig kontrakt med Macario. Her fik hun sin officielle debut for Lyon i Division 1 Féminine den 6. februar 2021, hvor hun blev erstattet i det 37. minut for Amandine Henry mod Montpellier.
Hun var med til at vinde UEFA Women's Champions League 2021-22 for første gang, efter finalesejr over spanske FC Barcelona. Macario scorede hun til 3–0 føringen i 34. minut, der sikrede Lyons titel, med en samlet 3–1 finalesejr.

### Landshold
Den 8. oktober 2020 blev hun første gang indkaldt til det amerikanske A-landshold af landstræner Vlatko Andonovski, men var første omgang forhindret grundet hendes brasilianske statsborgerskab. Samme dag meddelte hun på Twitter, at hun havde modtaget amerikansk statsborgerskab og derfor spilleberettiget.
Her fik hun debut den 18. januar 2021 i halvlegen mod Colombia og scorede fire dage senere hendes første landsholdsmål mod selvsamme hold.
Hun blev også udtaget til Sommer-OL 2020 i Tokyo, hvor landsholdet vandt OL-bronze.